# Iglesia de San Cristóbal (Comillas)
La iglesia de San Cristóbal es un templo católico situado en el centro de la localidad cántabra de Comillas. Comenzó a construirse a mediados del siglo XVII (1640) tras una discusión surgida entre el pueblo y el administrador del duque del Infantado en la antigua iglesia de Comillas, su construcción finalizó a mediados del siglo XVIII, no siendo consagrada hasta el año 1695. 
Erigida en estilo barroco montañés, sigue el modelo de iglesias trasmeranas cómo las de Isla o Ajo. Fue la primera iglesia de estas características construida en la zona occidental de Cantabria, su planta y alzado fueron copiados por otros pueblos  como Terán, Roiz y Cabezón de la Sal, cuyas iglesias son muy parecidas a la de Comillas, aunque esta las supera en dimensiones y monumentalidad. 
Esta protegida dentro del conjunto histórico y artístico de la villa de Comillas, que abarca todo el casco antiguo.

## Torre de campanas

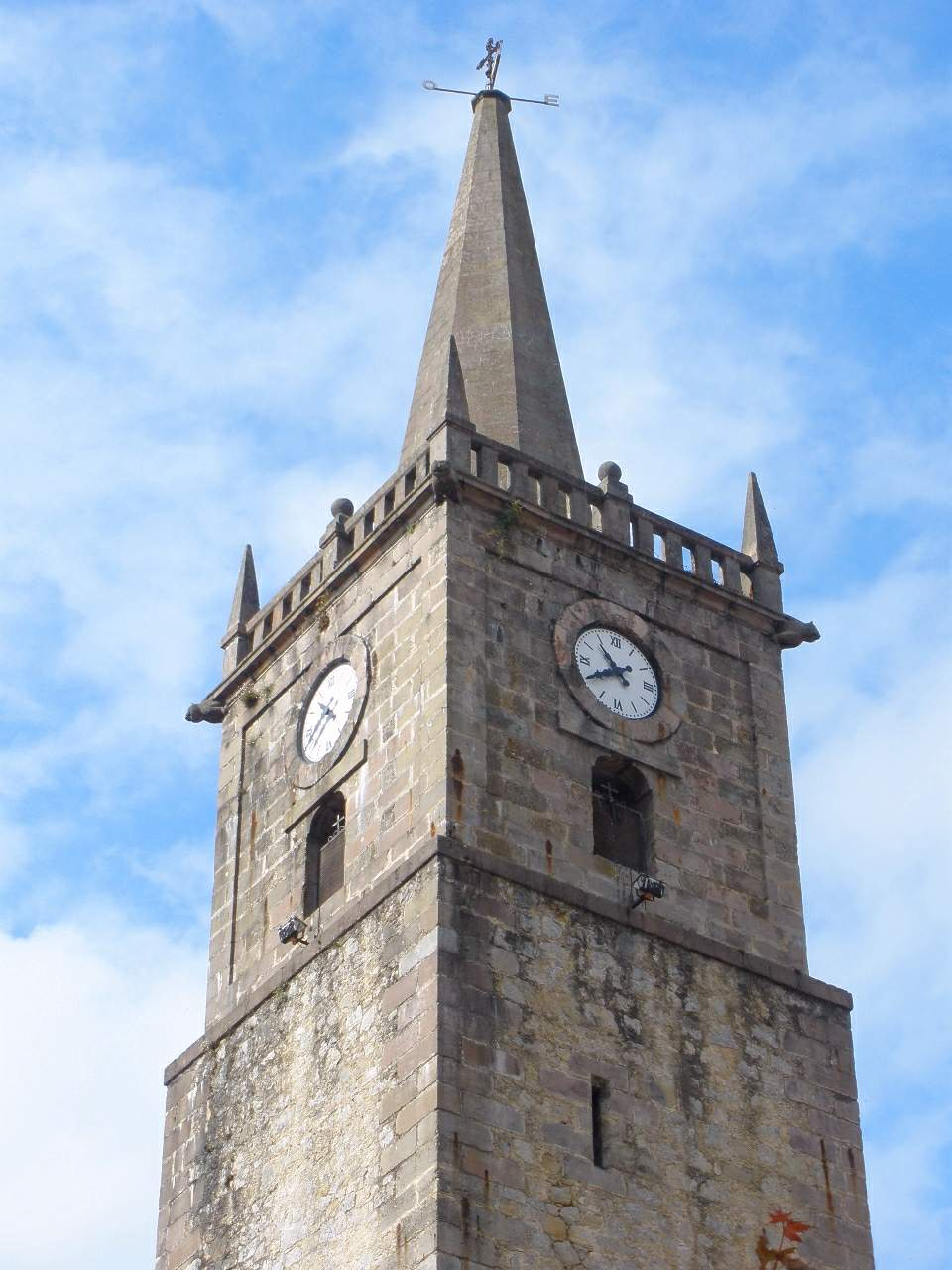
Torre de campanas

Está situada hacia la plaza del corro, está compuesta por varios cuerpos de mampostería en los que solo  destacan las troneras que dan luz a la escalera interior. El cuerpo de campanas es de piedra de sillería, y tiene dos niveles, uno en el que se sitúa un vano y otro en el que se sitúa un reloj, en el lado este no sigue este esquema, el vano donde va situada la campana es mucho más grande y no hay reloj. Tras el cuerpo de campanas hay una balaustrada simple rematada por bolas y pináculos tan característicos del estilo montañés. Por último la torre se cierra con un chapitel de piedra afrancesado. La altura total de la torre es de unos 30 metros. La torre que actualmente vemos no es la misma que se construyó en el siglo XVIII, esta es una reconstrucción realizada tras la guerra civil, pues la anterior fue dinamitada. La anterior torre era de similares características, solo que su altura era mucho menor.

## Las portadas

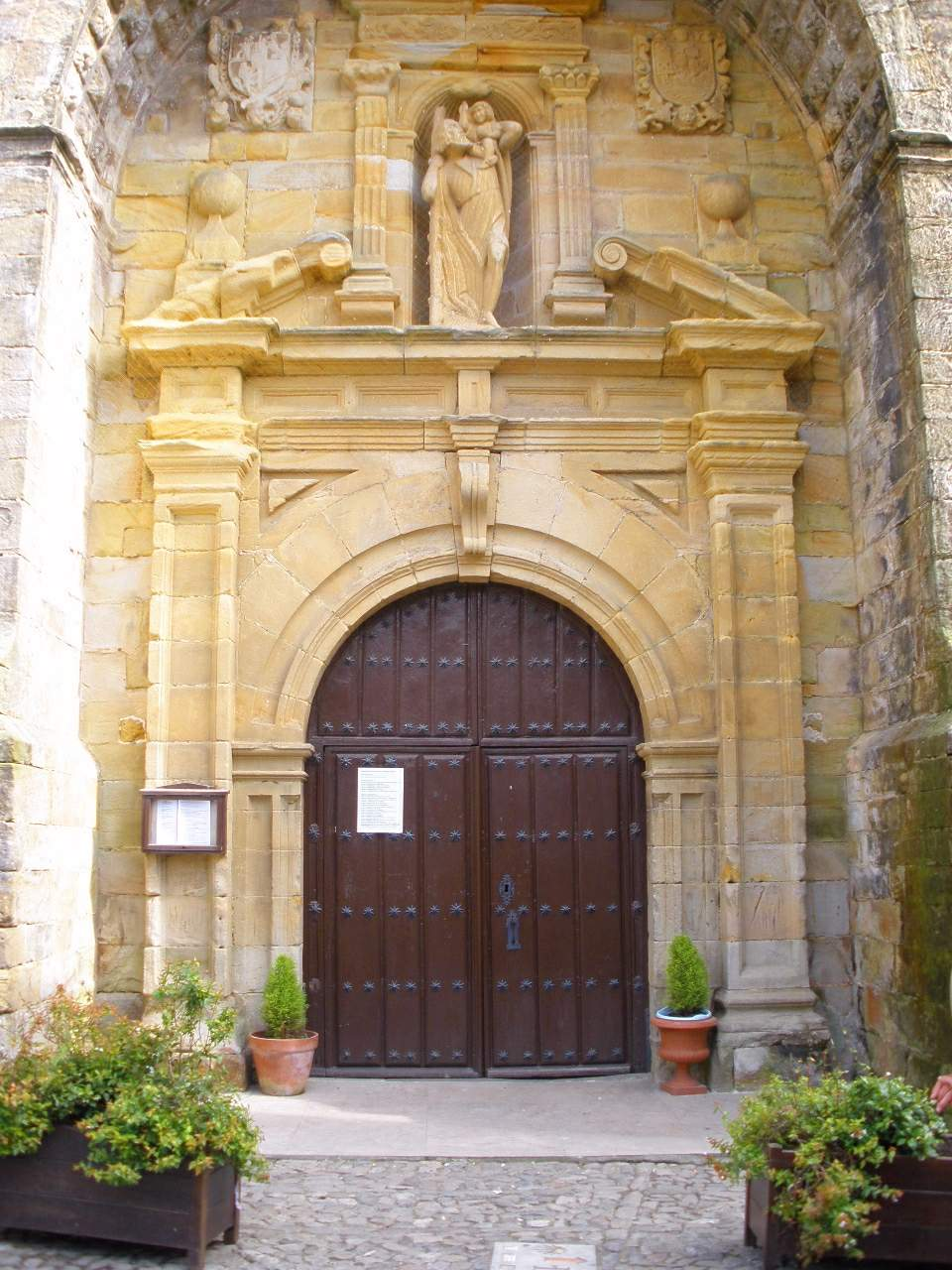
Portada de la Iglesia de San Cristóbal

La iglesia cuenta con dos , una situada en la plaza de la Constitución y otra en el Corro de Campíos. Aún dentro del estilo barroco-clasicista estas portadas son de apariencia muy sencilla, están cobijadas bajo un gran arco de medio punto entre contrafuertes que sirve de porche. La portada norte está flanqueada por pilastras de orden toscano que sujetan un frontón partido sobre el cual hay una estatua del santo titular del templo (San Cristóbal) realizado por el escultor Jesús Otero. Dos escudos a ambos lados de la hornacina, uno representa las armas de Castilla y el otro las de Comillas. La otra portada es igual salvo que no cuenta con una estatua en la hornacina, lo más destacado de esta es una inscripción (Hiçose, este pórtico año de 1713). Sobre esta fachada encontramos un fabuloso reloj de sol vertical realizado en piedra con una inscripción del año 1792. 

## Espadaña
Situada sobre el presbiterio y la sacristía. Puede datarse a finales del siglo XVIII,de estilo neoclásico es una de las más sobresalientes de la región.    

## El interior

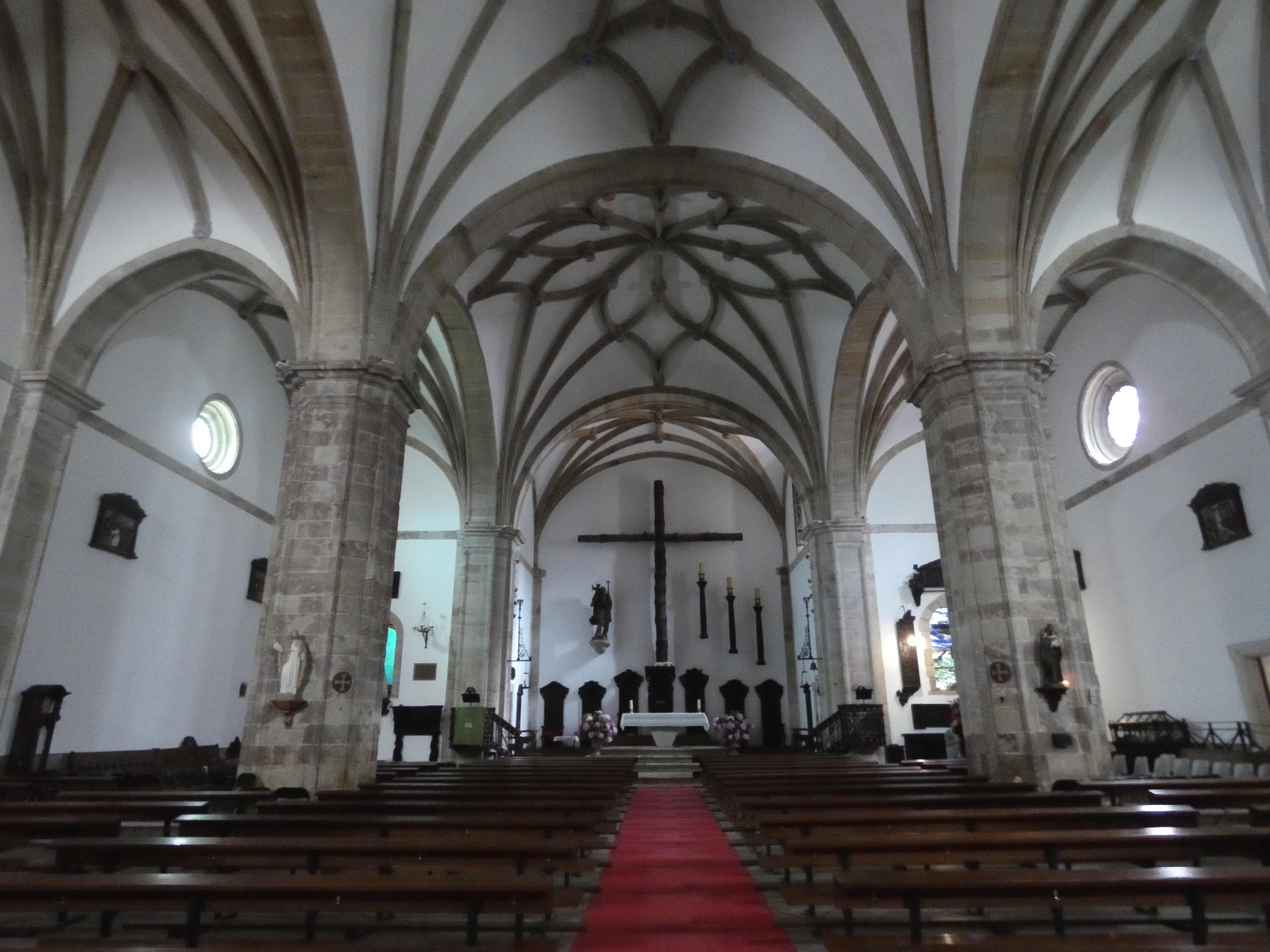
Interior de San Cristóbal

Es de planta de salón con tres naves, la central más ancha que las laterales, todo ello está cubierto por bóvedas de tradición gótica formadas por terceletes y combados. Estas bóvedas están consideradas unas de las mejores de Cantabria, sobre todo se debe al complicado diseño de sus nervios y al magnífico valor de sus claves, todas ellas han recuperado su original policromía con la última restauración realizada en 2013. Los cuatro pilares que sostienen las bóvedas son de orden toscano. El interior está actualmente desnudo con paredes encaladas donde se aprecia la ausencia de retablos,  originalmente la iglesia contó con un portentoso retablo barroco y otros laterales del mismo estilo, todos ellos fueron quemados durante la guerra civil. La decoración actual es muy sobria y casi solo se centra en la arquitectura en sí. Como patrimonio mueble es de destacar el magnífico órgano construido por el gran organista Roqués y más tarde restaurado por organería española; el Cristo del Amparo, patrono de los pescadores cuya festividad es el día 16 de julio. A finales del siglo XIX el marqués de Comillas, Antonio López y López sufragó algunas reparaciones en el interior de la iglesia, como la apertura de dos óculos en el coro (para dar más luz al conjunto) y algunos añadidos de interés realizados por el arquitecto Joan Martorell (la barandilla del coro, algunas vidrieras y la reja del púlpito).

## Curiosidades
En el interior de la iglesia se rodó el inicio de la película Primos, de Daniel Sánchez Arévalo. En la ficción el edificio está situado en Madrid, el resto de la trama se desarrolla en Comillas.
- Datos: Q16577658
- Multimedia: Church of San Cristóbal, Comillas / Q16577658